# معاهدة فيردان

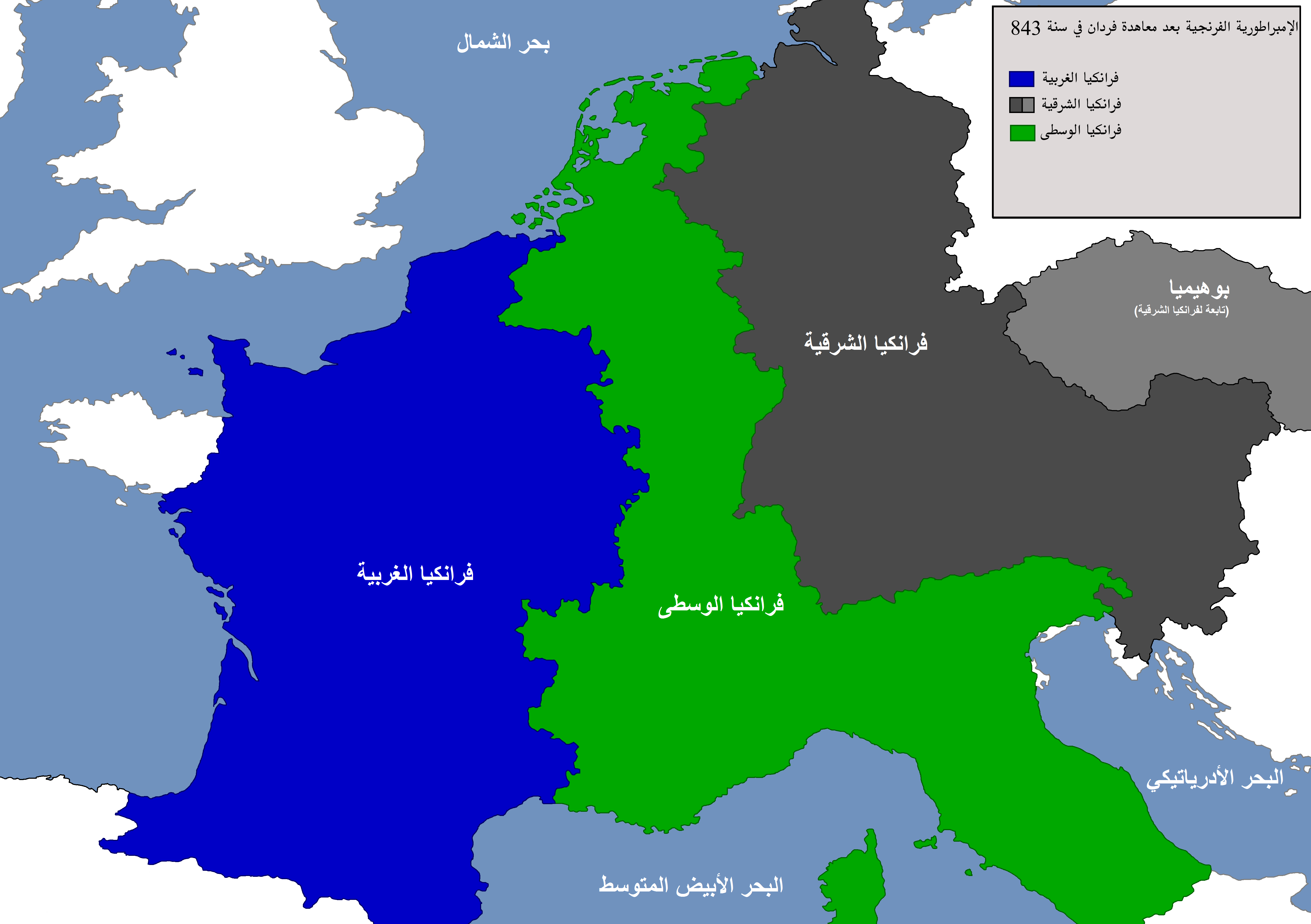
الإمبراطورية الكارولنجية بعد المعاهدة.

 معاهدة فردان. معاهدة وقعت سنة 843، قَسّم بموجبها أبناء لويس الورع الثلاثة الباقين على قيد الحياة الإمبراطورية الكارولنجية إلى ثلاثة ممالك.
 كان الابن البكر لوثر الأول قد أعلن الحرب على أخويه منذ وفاة والدهم في عام 840. وبعد هزيمته في معركة فونتيني (841) وتحالف بين أخويه المختوم في قسم ستراسبورغ، صار لوثر على استعداد للتفاوض.
ولقد كان لكل فرد من الإخوة مملكته: لوثر في إيطاليا، ولودفيش الجرماني في بافاريا، وشارل الأصلع في أكيتانيا.
وبعد المعاهدة صار نصيب كل منهم كما يلي:
- حصل لوثر على الجزء الأوسط من الإمبراطورية - ما أصبح فيما بعد الأراضي المنخفضة ولورين وألزاس وبورغونيا وبروفنسا وإيطاليا - والضفة الإمبراطورية الشرفية، دون أن يمتلك أكثر من قيادة اسمية.
- استلم لودفيش الجزء الشرقي وهو الجزء الأكبر مما سيصبح لاحقاً ألمانيا تحت شكل الامبراطورية الرومانية المقدسة.
- استلم شارل القسم الغربي وهو الجزء الأكبر مما سيصبح فرنسا.

وأن كانت كثيراً ما تقدم على أنها انتقالة أو تفكك لإمبراطورية شارلمان الموحدة، تعكس هذه المعاهدة في واقع الأمر الاستمرار في اعتماد التقليد الإفرنجي الذي يقسم التركة بدلاً من ذلك التقليد الذي كان يفضل الابن البكر فقط.